# Grabmal Mohr und Schmidt
Das Grabmal Mohr und Schmidt ist ein Denkmal in Darmstadt.

## Geschichte und Beschreibung
Das Doppelgrab Mohr und Schmidt wurde wegen seiner künstlerischen Qualität zum Kulturdenkmal erklärt.
Stilistisch gehört die Grabanlage zum Jugendstil.
Die Vollplastik stellt eine junge Frau dar, die auf einem würfelförmigen Steinsockel kniet.
Grabstelle: Waldfriedhof Darmstadt L 8a 20